# Moshe Gaolaolwe
Moshe Gaolaolwe (ur. 25 grudnia 1993 w Lobatse) – botswański piłkarz grający na pozycji prawego obrońcy. OD 2020 jest zawodnikiem klubu Township Rollers.

## Kariera klubowa
Gaolaolwe swoją karierę piłkarską rozpoczął w klubie BMC Lobatse. Zadebiutował w nim w sezonie 2012/2013 w pierwszej lidze botswańskiej. W 2014 roku przeszedł do Botswana Defence Force XI FC, a w 2016 do Township Rollers. W sezonach 2016/2017, 2017/2018 i 2018/2019 trzykrotnie z rzędu został z nim mistrzem kraju. W sezonie 2019/2010 grał w połduniowoafrykańskim TS Galaxy FC. W 2020 wrócił do Township Rollers.

## Kariera reprezentacyjna
W reprezentacji Botswany Gaolaolwe zadebiutował 31 sierpnia 2013 roku w przegranym 1:3 towarzyskim meczu z Ugandą, rozegranym w Gaborone.